# 7968 Elst-Pizarro
7968 Elst-Pizarro è un asteroide della fascia principale. Scoperto nel 1996, presenta un'orbita caratterizzata da un semiasse maggiore pari a 3,1621533 au e da un'eccentricità di 0,1572492, inclinata di 1,38926° rispetto all'eclittica.
Fu osservato per la prima volta nel 1979, mostrandosi come un tipico oggetto della fascia principale; tuttavia nel 1996, quando fu osservato nuovamente al perielio, mostrò una natura cometaria, poi confermata nel 2002. Elst-Pizarro è dunque classificato anche come cometa, con il nome 133P/Elst-Pizarro.
L'oggetto fa parte della famiglia Themis. Inoltre è uno dei pochi corpi minori classificati sia come comete che come asteroidi. Gli altri sono 2060 Chiron (95P/Chiron), 4015 Wilson-Harrington (107P/Wilson-Harrington), 60558 Echeclus (174P/Echeclus), 118401 LINEAR (176P/LINEAR) e 282P/(323137) 2003 BM80.
L'asteroide 3200 Phaethon e la cometa P/2005 U1 (Read 3) sono candidati ad entrare in questa categoria.
Il nome dell'asteroide, per via della sua natura cometaria, è stato definito, in accordo con le regole di nomenclatura di quest'ultime, giustapponendo i cognomi degli scopritori.
Dal 16 ottobre 1997 all'11 febbraio 1998, quando 8116 Jeanperrin ricevette la denominazione ufficiale, è stato l'asteroide denominato con il più alto numero ordinale. Prima della sua denominazione, il primato era di 7684 Marioferrero.